# Champagnat-le-Jeune
Champagnat-le-Jeune ist eine französische Gemeinde im Département Puy-de-Dôme in der Region Auvergne-Rhône-Alpes (vor 2016 Auvergne) mit 149 Einwohnern (Stand 1. Januar 2022). Die Gemeinde gehört zum Arrondissement Issoire und zum Kanton Brassac-les-Mines (bis 2015 Jumeaux). 

## Geographie
Champagnat-le-Jeune liegt etwa 39 Kilometer südsüdöstlich von Clermont-Ferrand. An der südlichen Gemeindegrenze verläuft das Flüsschen Cé. Umgeben wird Champagnat-le-Jeune von den Nachbargemeinden Le Vernet-Chaméane mit Vernet-la-Varenne im Norden und Nordosten, Sainte-Catherine im Osten und Nordosten, Peslières im Osten und Südosten, Valz-sous-Châteauneuf im Süden und Südosten, Saint-Jean-Saint-Gervais im Süden und Westen und La Chapelle-sur-Usson im Nordwesten.

## Weblinks

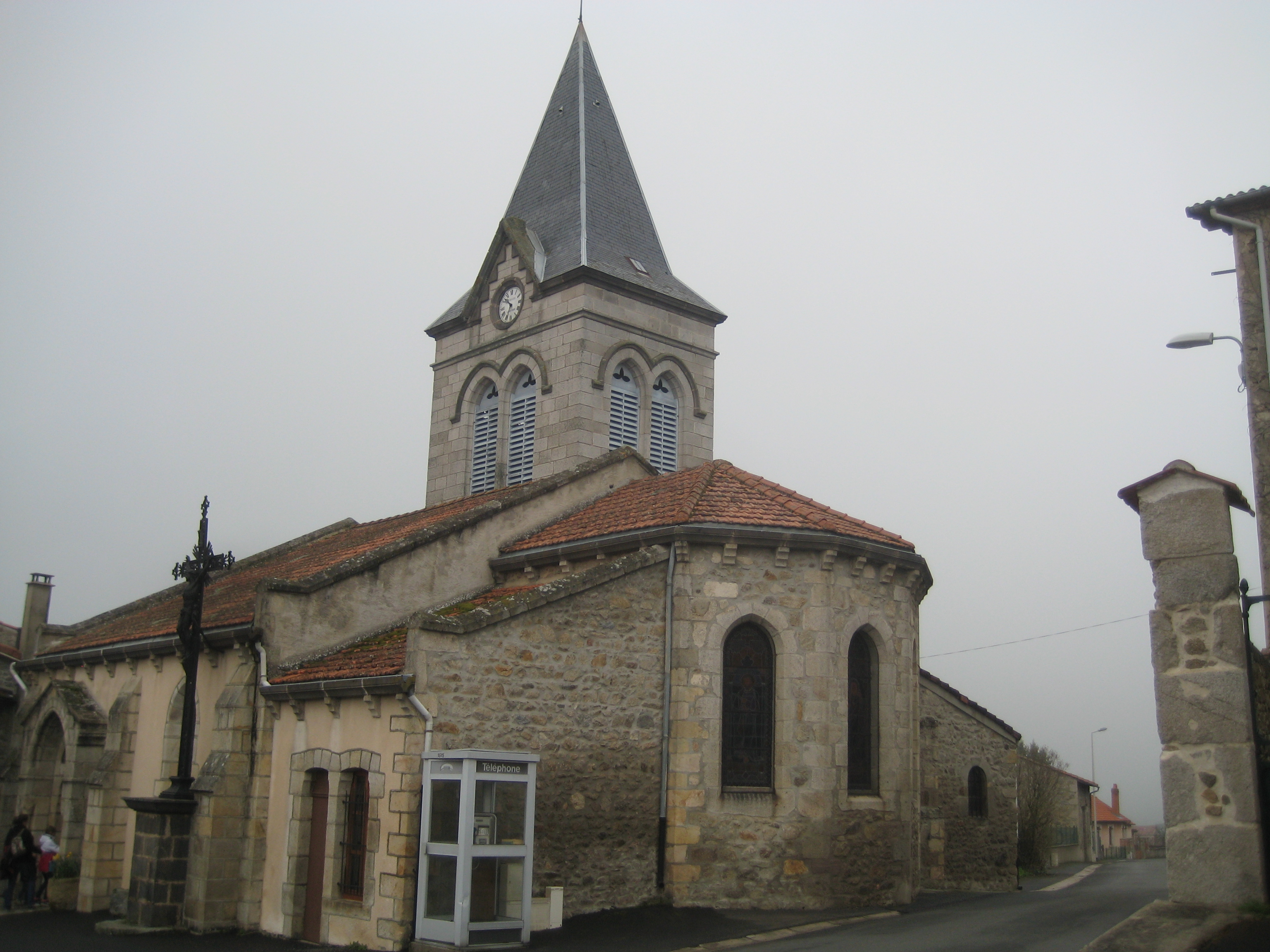
Kirche Saint-Barthélemy

## Bevölkerungsentwicklung
| Jahr                       | 1962 | 1968 | 1975 | 1982 | 1990 | 1999 | 2006 | 2013 |
| Einwohner                  | 251  | 195  | 158  | 130  | 119  | 93   | 119  | 141  |
| Quellen: Cassini und INSEE |      |      |      |      |      |      |      |      |

## Sehenswürdigkeiten
- Kirche Saint-Barthélemy